# Atur (Dordogne)
Atur korábbi község Franciaországban, Dordogne megyében. Lakosainak száma 1905 fő (2018. január 1.). Atur Marsaneix, Notre-Dame-de-Sanilhac, Boulazac és Saint-Laurent-sur-Manoire községekkel határos.
2016. január 1-jén Boulazac és Saint-Laurent-sur-Manoire korábbi községgel egyesült és az így létrejött Boulazac Isle Manoire új község része lett.

## Népesség
A település népességének változása:
| Lakosok száma | 517  | 560  | 1082 | 1248 | 1491 | 1719 | 1831 | 1901 | 1936 | 1905 |
|               | 1962 | 1968 | 1982 | 1990 | 1999 | 2008 | 2011 | 2013 | 2017 | 2018 |